# Anne-Marie Sigmund

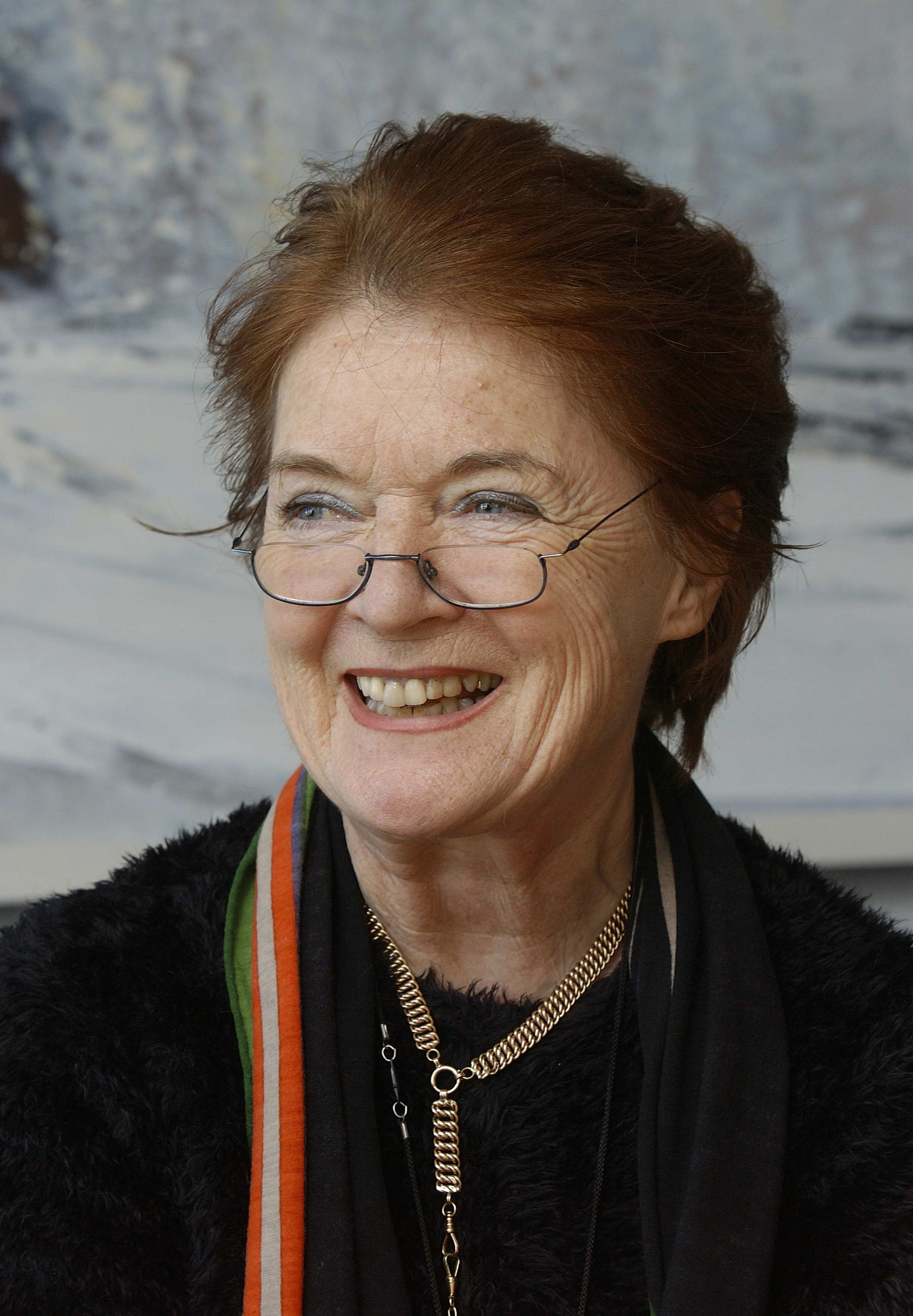
Anne-Marie Sigmund (2004)

Anne-Marie Sigmund (* 11. August 1941 in Bratislava) ist eine österreichische EU-Politikerin und war von 2004 bis 2006 die Präsidentin des Europäischen Wirtschafts- und Sozialausschusses.

## Leben
Nach dem Studium der Rechtswissenschaften an der Universität Wien ab 1959 promovierte sie 1963. Von 1964 bis 1970 arbeitete sie für mehrere Anwaltskanzleien, wobei ihr Schwerpunkt auf dem Zivilrecht lag. 1970 wechselte Frau Sigmund in die Werbe- und PR-Branche. 1970–1982 war sie Vorstandsmitglied des Österreichischen Werberates, 1979–2001 Generalsekretärin des Bundeskomitees Freie Berufe Österreichs.

## EU-Karriere
Im Vorfeld des Beitritts Österreichs zur Europäischen Union 1995 beriet Anne-Marie Sigmund die Bundesregierung und wirkte maßgeblich an der PR-technischen Begleitung der entsprechenden Informationskampagne mit. Nach dem Beitritt wurde sie von Österreich in den Europäischen Wirtschafts- und Sozialausschusses entsandt. 1998–2004 war sie Vorsitzende der Gruppe III; am 27. Oktober 2004 wurde Frau Sigmund schließlich zur Präsidentin der Institution gewählt. Ihre zweijährige Amtszeit endete im Oktober 2006.

## Weitere Tätigkeiten
Anne-Marie Sigmund war von 2006 bis 2009 Präsidentin des Vereins „Camerata Academica des Mozarteums Salzburg“
Von 2005 bis 2007 war Anne-Marie Sigmund Präsidentin der Weltunion der Freien Berufe (UMPL) mit Sitz in Paris.
Seit 2011 ist Anne-Marie Sigmund Leiterin des „European Value Projects“ des Instituts für Europäische Rechtspolitik in Salzburg.

## Veröffentlichungen
- Frauen im österreichischen Gerichtssystem (1965).
- Kunst in der Werbung (1971)
- Ethik in der Werbung (1979)
- Privatisierung und Freie Berufe (1980)
- Welche Freiheit für die Freien Berufe (1983)
- Die Freien Berufe im Spannungsfeld zwischen Bürger und Staat (1985)
- Die Rolle und Verantwortung der Freien Berufe Österreichs beim Erweiterungsprozess der EU (1992)

## Ehrungen
Frau Sigmund ist Ritterin der Ehrenlegion und Trägerin des Goldenen Ehrenzeichens für Verdienste um die Republik Österreich.